# Factotum (pel·lícula)
Factotum és una pel·lícula franco-noruega del 2005 co-escrita i dirigida per Bent Hamer, adaptant la novel·la del mateix nom, publicada el 1975 per Charles Bukowski. La protagonitza Matt Dillon com a Henry Chinaski, l'alter ego de Bukowski.
Malgrat que la novel·la està ambientada al Los Angeles del 40, la pel·lícula en l'actualitat.
La banda sonora inclou alguns temes del grup Dadafon, com Slow Day i altres de la vocalista Kristin Asbjønsen.